# آرونی
آرونی یا اودالاکا آرونی یا اودالاکا وارونی عالمی مورد احترام در آیین هندو است
که نامش در بسیاری از متون سانسکریت ودایی آمده‌است و به نظر می‌رسد آموزه‌های او الهام بخش اوپانیشاد چاندوگیه و اوپانیشاد بریهدآرنیکه (دو تا از کهن‌ترین اوپانیشادها) بوده باشند. او چند قرن پیش از گوتاما بودا می‌زیست و مریدان بسیاری در شبه‌قاره هند جذب کرد که یکی از آنها یاجناوالکیا بود.